# Loge Karel van Zweden
Loge Karel van Zweden is een vrijmetselaarsloge in Zutphen opgericht in 1851, vallende onder het Grootoosten der Nederlanden.

## Geschiedenis
Het verzoek tot stichten van deze loge werd op 31 oktober 1850 gedaan door Johannes Flemming, Paul Pierre Briët, Jan Lodewijk Yske, Isaac van Calker, Jan Willemsen, Johan Friedrich Wilhelm Hess, Jacobus van Dijk, Adrianus Abram van Dick en Jan David Pasteur. De constitutiebrief d.d. 31 oktober 1851 vermeldt dezelfde namen. Blijkens het verslag van de installatie op 22 november 1851 moeten W.F.E. Kulenhal, A. van Son, G.J. Klaassen, G. Weenink, A.F. Lambateur, D. Kooyman, M.J.F. Haarsma, J. Pelgrom en D. Albers als medeoprichters worden aangemerkt.
Vrijmetselarij · Beginselen · Geschiedenis · Symbolen · Vrijmetselaarsloge · Ordegrondwet · Obediëntie · Regulariteit en irregulariteit · Ritus · Graden · Grootmeester · Gemengde vrijmetselarij · Para-vrijmetselarij · Antivrijmetselarij · Vrijmetselarij in Nederland · Vrijmetselarij in België · Internationale vrijmetselarij
>>> Meer info op Portaal:Vrijmetselarij <<<